# 분포 상수
분포 상수(distribution constant) 또는 분배 비율(partition ratio, KD)는 두 개의 혼합되지 않는 용매에서 분석물의 분포에 대한 평형 상수이다.
크로마토그래피에서 특정 용매의 경우 고정상의 몰 농도 대 이동상의 몰 농도의 비율과 동일하며 각 상의 용매 용해도 비율과도 비슷하다.
이 특수용어는 분배 계수(분포 계수)와 구별한다.